# Tre Valli Varesine 1976
La Tre Valli Varesine 1976, cinquantaseiesima edizione della corsa, si svolse il 21 agosto 1976 su un percorso di 254,4 km. La vittoria fu appannaggio dell'italiano Francesco Moser, che completò il percorso in 6h03'50", precedendo il belga Roger De Vlaeminck ed il connazionale Gianbattista Baronchelli.

## Ordine d'arrivo (Top 10)
| Pos. | Corridore                | Squadra        | Tempo    |
| ---- | ------------------------ | -------------- | -------- |
| 1    | Francesco Moser          | Sanson-Benotto | 6h03'50" |
| 2    | Roger De Vlaeminck       | Brooklyn       | s.t.     |
| 3    | Gianbattista Baronchelli | Scic-Colnago   | s.t.     |
| 4    | Marcello Osler           | Brooklyn       | a 3"     |
| 5    | Giovanni Battaglin       | Jollj Ceramica | a 16"    |
| 6    | Eddy Merckx              | Molteni        | a 25"    |
| 7    | Arnaldo Caverzasi        | Scic-Colnago   | s.t.     |
| 8    | Pierino Gavazzi          | Jollj Ceramica | s.t.     |
| 9    | Bruno Wolfer             | Zonca-Santini  | s.t.     |
| 10   | Enrico Paolini           | Scic-Colnago   | s.t.     |